# Hexatoma jozana
Hexatoma jozana là một loài ruồi trong họ Limoniidae. Chúng phân bố ở miền Cổ bắc.